# Mikrolitter
En mikrolit er et lille stenredskab, som normalt er lavet af flint eller chert og typisk er omkring en centimeter langt og en halv centimeter bredt. De blev fremstillet af mennesker fra omkring 60.000 år siden og findes over hele Europa, Afrika, Asien og Australien. Mikrolitter blev anvendt i spydspidser og pilespidser.
Mikrolitter fremstilles enten fra en lille klinge eller et større klingeformet stykke flint ved hjælp af brat eller afkortet retouchering, hvilket efterlader et meget karakteristisk affaldsstykke kaldet en mikroburin. Teknikken kaldes mikrostikkelteknik. Selve mikrolitterne er tilstrækkeligt bearbejdede til, at de kan skelnes fra affald eller fejlproduktion fra redskabsværksteder.
Der defineres som regel to hovedtyper af mikrolitter: lamel-formede og geometriske. En samling mikrolitter kan bruges til at datere et arkæologisk fundsted. Lamel-formede mikrolitter er en smule større og forbindes med afslutningen af den øvre palæolitikum og begyndelsen af epipalæolitikum; geometriske mikrolitter er karakteristiske for mesolitikum og neolitikum. Geometriske mikrolitter kan være trekantede, trapezformede eller halvmåneformede (lunate). Produktionen af mikrolitter faldt generelt efter indførelsen af landbrug (ca. 8000 f.Kr.), men fortsatte i kulturer med en dybt forankret jagttradition.
Uanset typen blev mikrolitter anvendt til at danne spidserne på jagtvåben som spyd og (i senere perioder) pile, samt andre genstande. De blev brugt sammen med træ, ben, harpiks, tjære og fibre til at danne kompositredskaber eller -våben, og spor af træ, som mikrolitter var fastgjort til, er fundet i Sverige, Danmark og England. Et gennemsnit på mellem seks og atten mikrolitter kunne ofte bruges i ét spyd eller harpun, men kun en eller to i en pil. Overgangen fra større redskaber havde sine fordele. Skaftet på et redskab var ofte vanskeligere at fremstille end selve spidsen eller æggen: det var nemmere at udskifte sløve eller ødelagte mikrolitter med nye, let transportable, end at fremstille nye skafter eller håndtag.
I Danmark er de karakteristiske for maglemosekulturen (ca. 9000–6400 f.Kr.) og vidner om udviklingen af effektiv jagtteknologi i det tidlige mesolitiske Danmark. Et eksempel på fundsted er Tværmose ved Ringkøbing, hvor man har fundet en et stykke pileskaft fra en såkaldt tværpil med fastmonteret mikrolit-spids.

## Galleri
- Mikrolit fremstillet fra flække, der efterlader en mikroburin.
- Pil var Tværmose i Danmark med en mikrolit-pilespids.
- Mikrolitter fra Azilien